# Nino Cristofori
Nino Cristofori (Ferrara, 31 de julio de 1930-Ferrara, 14 de marzo de 2015) fue un político italiano. Fue miembro de la Cámara durante siete legislaturas, entre 1968 y 1993. Ocupó los cargos de Ministro de Trabajo y Seguridad Social en le mandato del primer ministro Giuliano Amato.  

## Biografía
Cristofori nació en Ferrara en 1930. Fue ayudante de Giulio Andreotti y su emisario en Emilia-Romagna. Sirvió como ministros de Trabajo y Seguridad Social en el Gabinete liderado por el Primer Ministro Giuliano Amato. En esa ocasión, renunció como diputado en cumplimiento de una disposición interna de su partido que sugería a los ministros liberarse del mandato parlamentario. Fue miembro del Consejo Nacional de la Democracia Cristiana y, tras su disolución, del  Partido Popular Italiano, de 1996 a 1999. Posteriormente participó en el establecimiento de Democracia Europea, que se fusionó en 2002 en la Unión de Demócratas Cristianos y de Centro, de la que se convirtió en consejero nacional.
Cristofori murió en Ferrara el 14 de marzo de 2015 a los 84 años. Su misa fue oficiado por el Arzobispo Luigi Negri de Ferrara.